# Balthasar Baro
Balthasar Baro (* um 1600 in Valence; † 1650 in Montpellier) war ein französischer Romanschriftsteller und Bühnenautor der Vorklassik. Er war Mitglied der Académie française.

## Leben und Werk
Baro, studierter Jurist, war Sekretär von Honoré d’Urfé. Nach dessen Tod 1625 besorgte er 1627 die Veröffentlichung des im Manuskript vorliegenden 4. Teils von dessen gewaltigem Romanwerk L’Astrée und 1628 des von ihm selbst verfassten abschließenden 5. Teils (der seit 1633 als anerkannter Bestandteil des Romans gilt). Darüber hinaus trat er mit insgesamt 10 Theaterstücken als Bühnenautor hervor. Besondere Aufmerksamkeit erfuhr sein Stück Célinde (1628 uraufgeführt) wegen der dort angewandten Technik des „Spiel im Spiel“.
1636 wurde er in die Académie française gewählt (Sitz Nr. 38). Als die Akademie zur Begutachtung von Corneilles Cid aufgefordert wurde, gehörte Baro (mit Germain Habert de Cérisy, Jean Ogier de Gombauld und Claude de L’Estoile) zu den vier Vers-Gutachtern. Seine Anwesenheit ist auch in Toulouse und Montpellier nachgewiesen. Genaue Geburts- und Sterbedaten sind nicht bekannt. In Montpellier wurde ihm 2002 ein wissenschaftliches Kolloquium gewidmet, das erst 2018 zur Veröffentlichung kam. Der erste Band einer modernen kritischen Ausgabe seiner Bühnenwerke erschien 2014.

## Werke

### Romanprosa
- La conclusion et dernière partie d’Astrée où par plusieurs histoires & sous personnes de bergers & d’autres, sont déduits les divers effets de l’honnête amitié. Paris 1628.

### Theater
- Théâtre complet. Hrsg. Bénédicte Louvat-Molozay, Pierre Escudé, Pierre Pasquier, Anne Teulade und Noémie Courtès. Bd. 1. Classiques Garnier, Paris 2014. 
  - Le Cléosandre, où sont rapportés tous les passe-temps du carnaval de Toulouse, en cette année mil six cent vingt-quatre. 1624.
  - Saint Eustache martyr. Poème dramatique. 1645.
  - Cariste ou les charmes de la beauté. Poème dramatique. 1651.
- Célinde. Poème héroïque. 1628. Paris 1629.
- La Force du destin. 1630 (verloren)
- La Clorise. Pastoralle. 1631. Paris 1632. (Richelieu gewidmet)
- La Parthénie. Paris 1642.
- La Clarimonde. Paris 1643.
- Le prince fugitif. Poème dramatique. 1649.
- Rosemonde. Tragédie. Paris 1651.
- L’Amante vindicative. Poème dramatique. Paris 1652.

### Poesie
- Les Poésies de Balthazar Baro, le continuateur d’Astrée, académicien. Hrsg. Léon Côte (1888–1966) und Paul Berthet. Grenoble 1913.